# Papyrologie grecque et latine
Ne doit pas être confondu avec Papyrologie arabe.

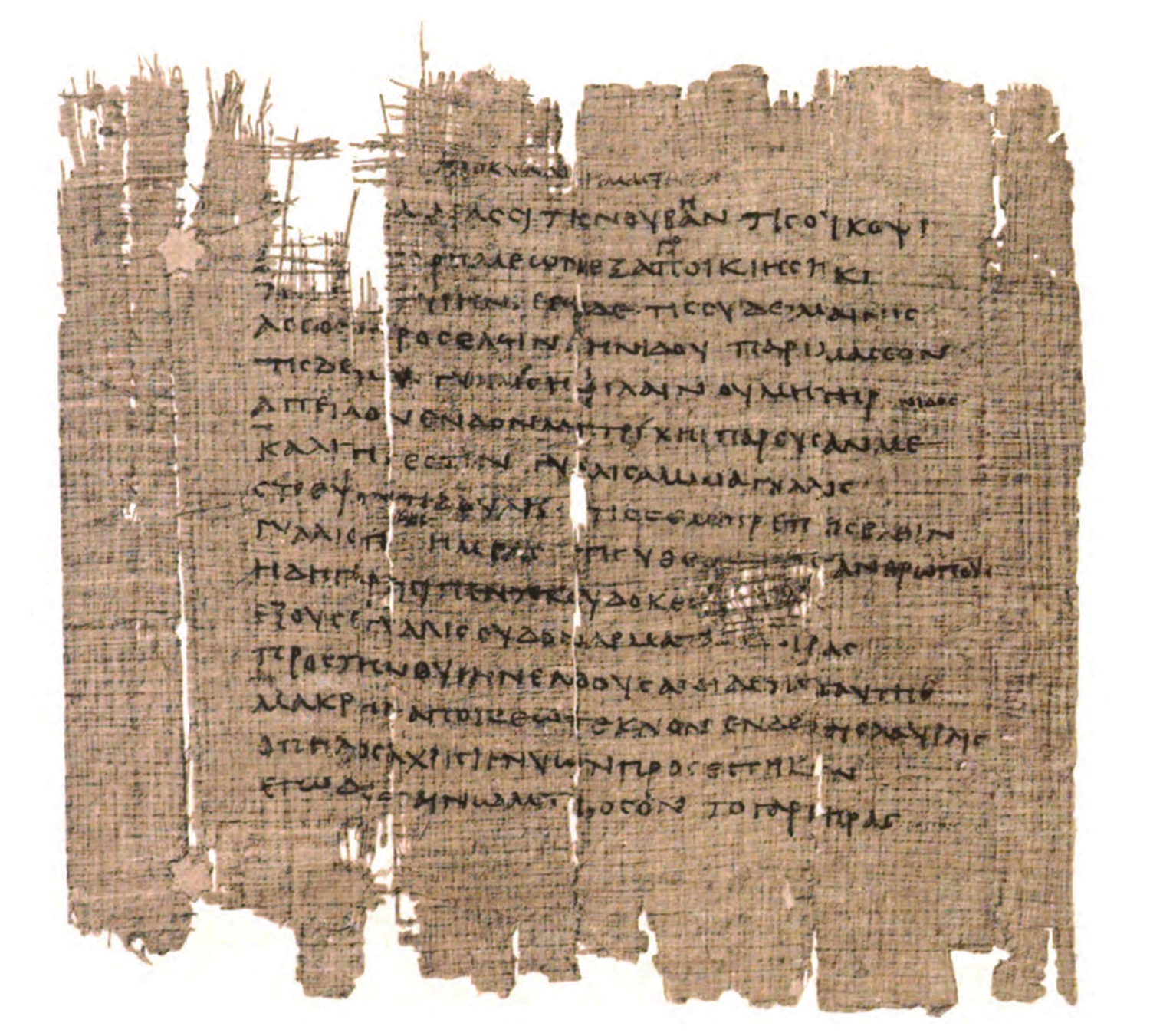
Exemple de Papyrologie littéraire : fragment d'Hérondas Mimiambes 1 vers 1 à 15.

La papyrologie grecque et latine (du grec ancien : πάπυρος / pápyros, « papyrus », et λόγος / lógos, « parole, discours, sujet d'entretien ») est la branche des études classiques qui déchiffre les documents grecs et latins provenant de divers sites de l’Égypte et surtout en exploite les données (papyri et ostraca). Par extension, elle étudie aussi l'étude de bien d'autres supports d'écriture, à l'exclusion de la gravure sur pierre (voir l'article épigraphie) et noue des liens étroits avec l'étude des codex (codicologie), de même que les écritures subsistantes d'autres régions du monde (surtout le Levant, la Grèce avec, par exemple, le Papyrus de Derveni et l'Italie avec les riches collections de Papyrus littéraires d'Herculanum).
Cette discipline historique apparaît principalement comme l’étude d’une société de notables grecs ou hellénisés dans un milieu oriental bien spécifique, le monde égyptien tardif avec ses vieilles traditions sociales et religieuses. Toutefois, les limites de son domaine d'étude évoluent considérablement depuis la dernière génération du XXe siècle et, elles doivent faire l'objet ci-dessous d'un développement spécifique.
La matière papyrologique est considérable: déjà en 1964, la base de travail, très partielle, sur laquelle le papyrologue Paul Bureth fondait ses études (sur la chronologie des empereurs romains et leurs titulatures officielles entre 30 avant notre ère et 284 de notre ère) comptait 10 155 textes. En 2013, le nombre de papyrus réédités par la seule collection des Sammelbuch atteignait les 17 270 textes etc.

## Histoire de la papyrologie

### Évolution de son domaine
Le cœur du domaine de la papyrologie reste l'étude des documents grecs (puis aussi latins) retrouvés en Égypte entre la conquête d'Alexandre le Grand (en 332 avant notre ère) et les derniers locuteurs du grec après la conquête arabe de l'Égypte (aujourd'hui datés de la correspondance administrative entre le Gouverneur arabe Kurrah ben Sharik et l'un de ses fonctionnaires locaux, Basilios, en 714 de notre ère). La papyrologie étudie donc la vie publique et privée des Égyptiens sur un millénaire.
Mais quelles en sont les limites ? Les avis des spécialistes s'opposent ou évoluent dans le temps. Ils se posent en deux termes : du point de vue de son domaine d'activité et du point de vue linguistique. Ainsi, les compétences techniques du papyrologue comprennent-elles la paléographie ? Les avis divergent. Jean Bingen estimait que la paléographie est voisine de la papyrologie mais n'y est pas intégrée[réf. nécessaire] :

« Certains dictionnaires et encyclopédies considèrent que la papyrologie relève de la paléographie ; cependant, les paléographes s'intéressent spécifiquement à l’écriture des documents, tandis que les papyrologues étudient l'ensemble du document produit. »

L'avis de Henri Henne est différent. La complexité de sa définition de la papyrologie est bien condensée dans le texte de la conférence qu'il prononça en 1947 :

« (…) La papyrologie est à la fois une branche de la paléographie, une branche de la diplomatique, une branche de la philologie dans tous les sens du mot, en même temps qu'une science auxiliaire de l'histoire. Les papyrus, en effet, sont tout simplement une source de l'histoire, les archives de l'Antiquité, comme on l'a souvent dit. »

Par ailleurs, le domaine linguistique de la papyrologie s'étend au fil des générations : Roger S. Bagnall, dans la présentation de son manuel de papyrologie, publié en 2009, intègre les textes sur tous supports des langues égyptiennes (démotique, copte) et sémitiques (hébreu, araméen, arabe) et s'interroge sur la question d'élargir son domaine aux régions iraniennes :

« Les documents de Bactriane (Sims-Williams 2000) seront-ils les prochains ? »

### Origines de la papyrologie
La conservation d'un nombre très élevé (plusieurs dizaines de milliers en Égypte de la fin de l'Antiquité) résulte de la convergence très particulière d’un facteur historique, d'un facteur botanique et d’un facteur géographique spécifiques.

#### Le facteur historique
Pour trouver des papyrus et autres documents grecs en Égypte, il faut que des Grecs y vivent en permanence. Pendant le millénaire qui se termine avec l’invasion arabe au milieu du VIIe siècle, la langue grecque est en Égypte la langue du pouvoir, de l’administration. Avec plus ou moins de généralisation, elle est la langue utilisée par les groupes économiquement ou socialement dominants, à l’exception du haut clergé égyptien, sous la dynastie des Ptolémées. En 332 avant notre ère, le Macédonien Alexandre le Grand, qui est en train de conquérir l’empire perse des Achéménides, est accueilli par les Égyptiens comme un libérateur. Avant de partir, il fonde Alexandrie, qui devient la plus grande des villes du même nom (et dont il va parsemer les conquêtes qui le mènent jusqu’à l’Indus). Il meurt prématurément à Babylone et ses généraux se partagent l’empire sous la direction nominale des successeurs falots du conquérant. Le Macédonien Ptolémée Ier, compagnon de jeunesse et de guerre d’Alexandre, choisit l’Égypte et, en 304, il franchit le pas en se proclamant roi des territoires qu’il soumet bientôt à son autorité, l’Égypte, la Cyrénaïque, Chypre et la Palestine. Cet ensemble est entièrement administré en langue grecque. Il est dirigé depuis Alexandrie qui devient bientôt un foyer intellectuel grec de première importance. La dynastie macédonienne des Ptolémées survit le plus longtemps à l’expansion de Rome en Orient.
En 30 avant notre ère, Cléopâtre VII se suicide pour éviter de figurer au triomphe de son vainqueur, Octave, le futur Auguste. L’Égypte devient alors une province romaine, mais sous l’autorité exclusive de l’empereur qui désire contrôler ce grenier à blé. Seuls l’armée et les hauts magistrats romains qui représentent l’empereur à Alexandrie emploient le latin. La langue grecque reste la langue de gestion et d'administration du pays. Bientôt, même la population restée de langue égyptienne cesse d’utiliser l'écriture démotique en utilisant la langue grecque pour tout ce qu’elle doit écrire ou faire écrire par un scribe.
À partir du IVe siècle, les choses changent. L’Égypte byzantine, qui s’est largement christianisée, dépend des empereurs de Constantinople, lorsque l’Empire romain est scindé en un Empire d’Orient et un Empire d’Occident. Le grec reste la langue de gestion du pays et l’élite des petites villes continue à recevoir une éducation classique grecque. Elle continue également à produire des œuvres grecques de qualité. Mais — surtout parce que les chrétiens de langue égyptienne doivent pouvoir lire leurs textes sacrés en traduction — il se forme un alphabet égyptien adapté de l’alphabet grec, l’alphabet copte. Le grec reste la langue de gestion du pays, celle d’Alexandrie et celle de l’administration d’une grande partie des notables provinciaux. Cependant, le rôle du grec décroît et disparaît rapidement après la conquête arabe.

#### Le facteur social

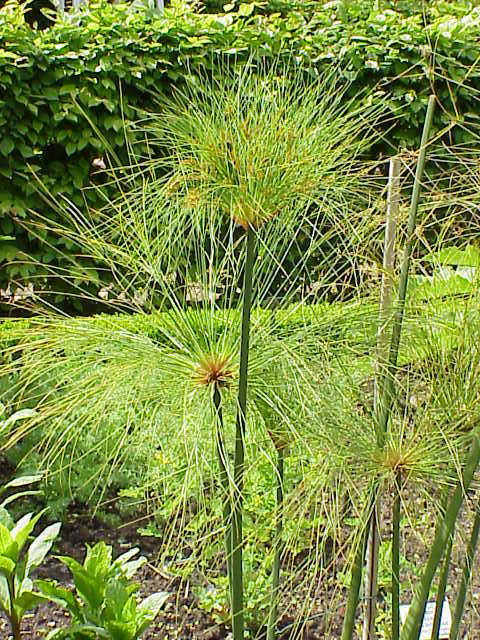
Cyperus papyrus

Le facteur historique montre donc qu’on a pu rédiger en Égypte les dizaines de milliers de papyrus grecs. Il n’explique pas pourquoi on a pu les trouver, alors que presque rien n’a été conservé de ce genre dans le reste des royaumes hellénistiques ou des Empires romain ou byzantin, qui présentent pourtant des structures sociales et administratives relativement proches. D'une part, ces textes sont écrits sur des supports qui sont d'origine végétale ou d'origine céramiques : les papyrus ou les ostraca. D'autre part, les conditions matérielles de conservations ont pu nous permettre de retrouver les supports en papyrus, plus d'un millénaire et demi après l'écriture des textes en question.

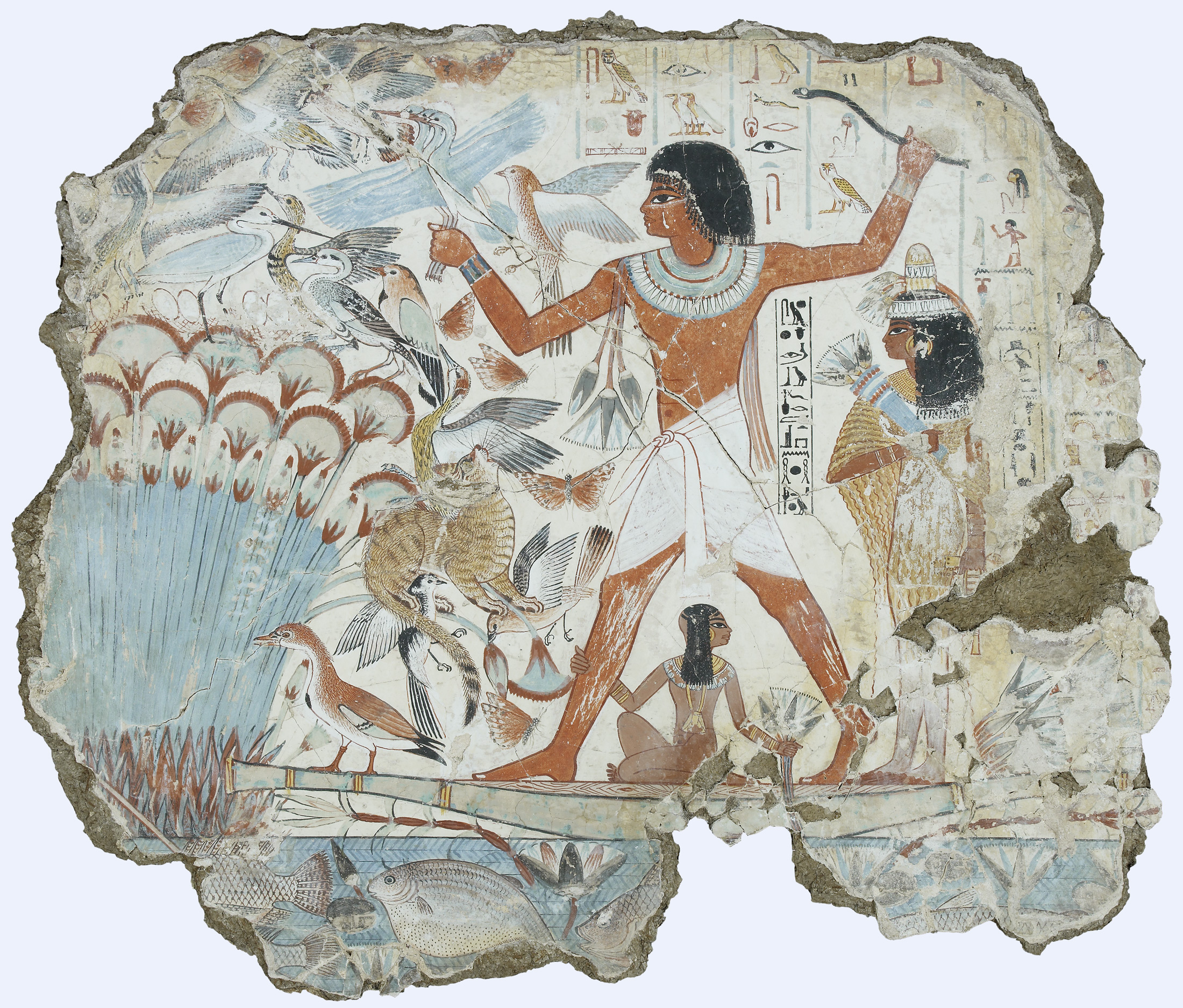
Nebamon chassant dans les buissons de papyrus

Pourquoi les habitants de l'Égypte, ceux du moins qui savaient écrire une langue grecque ou égyptienne, ont-ils utilisé si massivement des rouleaux, puis des codex, fabriqués avec des tiges de papyrus séchés ? Depuis la plus haute antiquité, les Égyptiens ont fabriqué et associé des planches de papyrus à partir de cette plante, à l'époque endémique sur tout le cours du Nil et de son delta. La peinture égyptienne ancienne regorge de représentations des marais couverts de cette plante. À titre d'exemples, parmi bien d'autres, l'on citera les peintures de la tombe de Nebamon, montrant le maître de ces lieux parcourant les buissons de papyrus (cyperus papyrus) bordant le fleuve ou les oasis pendant un épisode de chasse. Cette situation environnementale perdure jusqu'à la fin de l'Antiquité. Théophraste, puis Pline l'Ancien, nous renseignent en détail sur la récolte et la fabrication des planches de papyrus séchés servant à écrire,,.
L'écriture du grec sur papyrus évolue selon le type de document à garder, ou non. Les écrits les plus importants et les plus précieux (littéraires, religieux) sont toujours écrits avec des onciales, lettres tracées selon les formes lapidaires, comparables à celle de l'épigraphie. En témoignent les textes conservés du Nouveau Testament : par exemple, le Papyrus P52. Généralement, les textes de la vie quotidienne sont tracés dans des écritures cursives. L'étude du ductus et des ligatures est la base de la papyrologie. Les évolutions de l'écriture sont les mêmes pour les ostraca. Ces derniers, morceaux brisés de poterie, sans valeur, sont aussi utilisés pour toutes sortes de textes de la vie quotidienne ou pour la formation des élèves qui apprennent à écrire.
Le papyrus est utilisé dans l'Antiquité bien au-delà de l'Égypte, dans tout l'Empire romain et l'Empire byzantin. Ce commerce continue en Gaule encore un siècle après la chute de l'Empire d'Occident, comme l'atteste une citation de Grégoire de Tours relative à l'année 576. La question se pose donc de comprendre pourquoi l'Égypte est, à quelques exceptions près, la seule région du monde où les papyrus ont pu se conserver et pourquoi les découvertes de papyrus y sont si massives depuis le XIXe siècle.

#### Le facteur géographique
Le facteur géographique explique cette particularité. Pour trouver des papyrus, il faut que deux éléments contradictoires coexistent : une société avancée qui pratique l’écriture, et une sécheresse importante du sol pour que les papyrus ne pourrissent pas sur place. Sauf dans le delta et pour sa frange côtière méditerranéenne, l’Égypte appartient à l’immense zone désertique saharienne. Mais, les eaux de pluie d’une vaste zone de l’Afrique équatoriale et tropicale se frayent un chemin jusqu’à la Méditerranée en descendant du sud vers le nord, à travers ce que nous appelons l’Égypte (un immense ruban vert où les hommes ont rapidement maîtrisé les crues annuelles du Nil).
Plusieurs phénomènes se conjuguent. Les gens vivent si possible à la limite du désert pour ne pas trop entamer les cultures, et parmi les déchets (qu’ils rejettent évidemment du côté du désert), on trouve des lettres de toutes sortes, des livres dépareillés, des contrats périmés, des comptes, etc. Les cimetières sont installés autant que possible dans les confins désertiques des villes. Ainsi, quand, à l’époque hellénistique ou romaine, les nécrotaphes fabriquent des caisses à momie en cartonnage, ils rachètent de vieux fonds d’archives ou des papyrus dont les particuliers veulent se débarrasser. Et les papyrologues ont démantelé ces caisses pour en décoller les différentes couches de papyrus. Les prêtres du village de Tebtynis dans l’oasis du Fayoum confient au désert les momies des crocodiles sacrés, manifestations du dieu Sobek. Ils ont soin de bourrer le ventre éviscéré de ces animaux avec des boules de papyrus de rebut, puis ils emmaillotent les cadavres avec des rouleaux de papyrus dont les textes ne présentent plus d’intérêt : une série impressionnante de volumes remplis de documents sur les villages du sud du Fayoum. Par ailleurs, Alexandrie se trouvant en zone humide et on n’y déterre jamais de papyrus, mais des centaines de documents publics ou privés envoyés d’Alexandrie en Égypte sont retrouvés dans un dépotoir à la limite du désert.

### Développement de la papyrologie
Lors de la dernière décennie du XIXe siècle, la papyrologie s’organise comme discipline majeure des sciences de l’Antiquité gréco-romaine. Elle doit cette reconnaissance au fait, qu’à ce moment, des quantités considérables de papyrus arrivent d’Égypte en Europe. Il est d'abord nécessaire de les déchiffrer et de les publier, mais en même temps la quantité et la qualité des données que l’on découvre sur l’Égypte gréco-romaine fait qu’on entrevoit la possibilité d’exploiter systématiquement toutes ces données en créant progressivement des instruments de travail, des méthodes d’évaluation critique des données et les premières synthèses. La papyrologie moderne vient de naître.

#### Précédents
Dès 1788, le Danois Nils Iversen Schow publie la Charta Papyracae Graece Scripta qui vient d'arriver à Rome. Mais c'est une curiosité sans lendemain. Ce papyrus, étudié par le cardinal Borgia, décrit les travaux d'irrigation d'un groupe d'ouvriers à Tebtynis en 192 et 193. Peu de temps après, en 1793 un volume est publié portant sur les huit-cents premiers rouleaux de papyrus carbonisés découverts à Herculanum (détruite par une éruption du Vésuve en 79 apr. J.-C.) en 1752 à la Villa Ercolanese dei Papiri.
L’expédition du Général Bonaparte en Égypte ouvre ce pays aux savants de toutes disciplines et, en particulier, donne naissance à la papyrologie. Les inscriptions grecques, dont la fameuse pierre trilingue de Rosette, permettent au Français Jean-Antoine Letronne de tracer en 1823 une première esquisse de l’histoire de l’Égypte sous les Ptolémées et les empereurs romains. Il est aussi le premier historien français à s'intéresser à la toute nouvelle papyrologie, dès 1826 dans sa lettre à Passalacqua.

#### Naissance de la papyrologie
Les premiers papyrus envoyés au Louvre sont étudiés par Letronne, puis par Egger et Brunet de Presle qui les publient en 1865. À cette époque, les paysans égyptiens apprennent la valeur des papyrus qu’ils trouvent. Le commerce des antiquités nourrit quelques musées et bibliothèques et bientôt apparaissent les premiers volumes de papyrus, fort méritants, mais peu fournis en textes importants. À partir de 1877, commence la deuxième phase des découvertes : les paysans en quête de fertilisants exploitent la terre azotée des sites antiques du Fayoum et découvrent des masses de documents qui rejoignirent rapidement quelques grandes collections, comme celles de Berlin, de Londres, mais surtout de Vienne (avec la collection de l'archiduc Rainier).
La troisième phase des découvertes est caractérisée par les fouilles scientifiques de sites aptes à fournir des textes. L’un des champs de fouilles papyrologiques les plus féconds est celui d’Oxyrhynque, en Moyenne Égypte (voir papyrus d'Oxyrhynque). Deux jeunes universitaires d'Oxford, Bernard Pyne Grenfell et Arthur Surridge Hunt mènent à partir de 1896 des campagnes de fouille systématiques à la recherche des papyrus. Tous ces documents se retrouvent très vite déposés à Oxford. Leur publication est encore en cours aujourd'hui (en 2021), travail d'édition qui en est à son quatre-vingt-sixième volume.

#### Maturité des études papyrologiques
Cette troisième phase des trouvailles correspond dans le temps à la transformation du travail méritoire des pionniers en une discipline organisée. Celle-ci se caractérise par la création d’instruments de travail sophistiqués et par des relations très suivies entre les papyrologues de tous pays. Ces relations, sous le signe de l’amicitia papyrologorum, donnent naissance en 1930 à l’Association internationale de papyrologues, qui a son siège à Bruxelles à l'Association égyptologique Reine Élisabeth (auparavant Fondation égyptologique Reine Élisabeth)[réf. nécessaire].
Les papyrologues travaillent sur tous les documents grecs et latins provenant d’Égypte, quel que soit le support de l’écriture. En plus des papyrus, fabriqués en rouleaux en juxtaposant à angle droit de fines coupes longitudinales de moelle de papyrus, les fouilles clandestines ou scientifiques ont produit des milliers d’ostraca. Un ostracon est un tesson de poterie, le plus souvent un fragment d’amphore ; ce matériau bon marché permet d’écrire facilement sans écritoire en tenant le tesson de la main gauche. On trouve de tout sur ces ostraca, depuis les exercices scolaires ou les petits messages privés jusqu’aux reçus de taxe ou même des dessins. Ce n’est pas par hasard si le premier ouvrage qui, en 1899, pose définitivement la papyrologie comme une discipline autonome et en dessine la méthodologie et les règles critiques, est le recueil et le commentaire de tous les ostraca d’Égypte et de Nubie connus à ce moment. Ce monument est dû à Ulrich Wilcken qui est l'autorité incontestée de la papyrologie jusqu’au début de la Seconde Guerre mondiale.
Parmi les tablettes de bois, les étiquettes de momie donnent le nom du mort, son origine et éventuellement le site où on désirait qu’il repose. Les inscriptions sur pierre et les innombrables graffitis sur les murs ou les rochers constituent une source écrite riche en données les plus variées ; celles-ci ont l’avantage d’être complémentaires au contenu des papyrus et des ostraca. Elles répondent à d’autres finalités et sont destinés à une communication plus ou moins limitée dans le temps et dans les utilisateurs présumés.
Une quatrième phase dans le développement de la papyrologie est apparue avec la mise sur Internet d'un nombre important d'outils (publications de textes, bibliographies, listes, photographies de papyrus, etc.). C'est l'époque contemporaine de cette science (en cours en 2022). Comme dans toutes les disciplines (sciences dures et sciences humaines), elle contribue à l'accélération spectaculaire des connexions et des savoirs.

## Les types de documents papyrologiques
La densité exceptionnelle des textes (papyrus et ostraca) permet aux chercheurs d'exploiter une documentation qui est presque totalement absente des autres régions de l’Orient hellénistique, de l’Empire romain et de l’Empire byzantin ancien. Ces témoins grecs d’Égypte se répartissent en documents juridiques, dont ceux relevant du pouvoir et de son administration, en documents qui relèvent de l’activité privée, en documents littéraires ou encore bibliques.
D'un point de vue chronologique, le premier papyrus écrit en grec en Égypte (et que nous ayons retrouvé) est la pancarte qui porte un ordre de l'Officier Peucestas à ses hommes, daté de 332 ou 331 avant notre ère. Le dernier document connu en grec et daté précisément est la correspondance du Gouverneur arabe Kurrah ben Sharik avec son subordonné Basilios évoquée ci-dessus.
Les sites archéologiques les plus importants en matière de découverte papyrologique, sans être exclusifs, sont Oxyrhynque et ceux du Fayoum (Tebtynis, Soknopaiou Nesos etc.).

### La papyrologie juridique
Les papyrus peuvent quelquefois provenir des plus hautes autorités. Ainsi les imposants cahiers de charge ou des normes fiscales, sortis des bureaux du ministre des finances et de l’économie de Ptolémée II Philadelphe, ou une lettre de l’empereur Septime Sévère, ou encore la collation de privilèges à un conseiller romain d’Antoine où on peut lire l’ordre d’exécuter signé, sans doute, de la main de Cléopâtre VII. Mais nous avons presque toujours affaire à des documents beaucoup plus modestes : les copies-lettres d’un haut fonctionnaire local voisinent avec l’ordre d’arrêter un délinquant, le certificat attestant que tel obscur paysan est en règle à propos de la corvée (sur les canaux d’irrigation) avec la déclaration d’une naissance ou d’un décès. L'on y compte également des ordres de procéder aux recensements des personnes, des animaux domestiques ou des propriétés, mais surtout les innombrables déclarations qui en résultent et sont chaque fois une fiche sociale précieuse. Les reçus de taxe représentent une documentation abondante, à l’image même d’un système où, sous les Romains, par exemple, les classes inférieures payaient la plus lourde taxe de capitation.
Les conflits entre les hommes ou avec l’administration ont généré une documentation abondante, de même que les copies de lois et de règlements, les plaintes et les verdicts, qui ont suscité, avec les contrats, régulateurs des relations économiques ou sociales. Il en résulte une branche particulière de la papyrologie. Beaucoup parmi les documents juridiques dont celle-ci s’occupe, particulièrement les contrats, relèvent par certains aspects de la documentation privée. Ils sont dus à l’initiative d’individus, même si ces actes suivent des normes plus ou moins contraignantes. La papyrologie juridique soulève enfin un problème majeur : celui de la coexistence de droits différents liés plus ou moins au statut des personnes concernées, le droit égyptien, le droit grec et, plus tard, le droit romain,. De plus, la papyrologie juridique présente un texte rare : le Gnômôn de l'idiologue, qui détaille la manière particulière dont le Droit romain est pratiqué en Égypte.

### La papyrologie documentaire
Une variété comparable peut être trouvée dans les documents privés, traces écrites les plus disparates de la vie quotidienne : les comptes d’un grand domaine ou l’inventaire d’une cuisine, les innombrables lettres privées avec leurs attentes, leurs griefs, leurs inquiétudes ou les compliments à transmettre aux amis et connaissances, les invitations à une fête ou à un mariage, l’interrogation d’un oracle ou les recommandations d’un supérieur de monastère etc. Ce sont autant d’échantillons qui permettent de développer la sociologie d’une société biculturelle, où Grecs et hellénisés, d’une part, et Égyptiens, d’autre part, vivent dans deux milieux plus ou moins imperméables, mais des milieux où, avec le temps, les mariages mixtes et certaines aspirations, comme le phénomène religieux (les dieux égyptiens sont simplement pour les Grecs d’Égypte la forme locale de leurs propres dieux) ou le désir de faire carrière, créent des passerelles.
Pour des synthèses de l'étude sociologique de l'Égypte aux époques grecque et romaine, on peut lire avec profit les livres suivants : pour l'époque lagide, l'ouvrage ancien mais toujours précieux de Franz Cumont L'Égypte des Astrologues et l'ouvrage récent de Michel Chauveau L'Égypte au temps de Cléopâtre, pour l'époque romaine, de Naphtali Lewis, La Mémoire des Sables. Pour la période qui va du IVe siècle avant notre ère au IVe siècle de notre ère, l'ouvrage de référence le plus récent reste celui de Régis Burnet L'Égypte ancienne à travers les papyrus - vie quotidienne : l'auteur y traduit 218 papyrus grecs, complétés par le texte de 9 inscriptions de la même langue.

#### Les documents et la linguistique
Les documents ont comme auteurs des gens qui ont bénéficié de degrés fort différents de scolarisation ou disposent d’une connaissance du grec fort variable. Ces textes représentent donc des échantillons diversifiés de la langue vivante pratiquée à un certain moment dans l’ensemble hétérogène des composantes sociales. On peut ainsi suivre l’évolution de la langue grecque en route vers le grec moderne sur les plans de la phonétique, de la morphologie et de la syntaxe pendant un millénaire. Mais il faut d’abord décrypter quel type d’usager est l’auteur d’une forme non classique du grec ou le responsable d’une faute d’orthographe, signe souvent révélateur d’un phénomène linguistique, notamment phonétique. Car la langue évolue différemment suivant les classes sociales. Le notable fortement scolarisé, quelquefois après des études supérieures à Alexandrie, parle et surtout écrit un grec plutôt conservateur, en tout cas un autre grec que le paysan égyptien qui en a appris à l’oreille une centaine de mots qu’il estropie en oubliant de les décliner, parce que la déclinaison n’existe pas dans les langues égyptiennes.

### La papyrologie littéraire

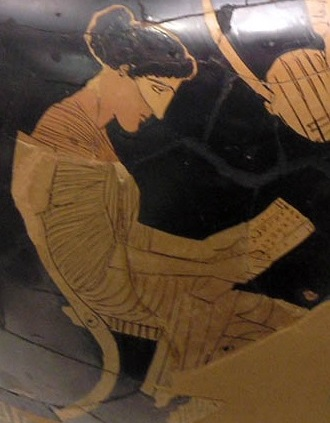
Sappho lisant sur un rouleau de papyrus - Céramique à peinture rouge - détail - Musée national archéologique d'Athènes - No 1260 - vers 440-430 avant notre ère

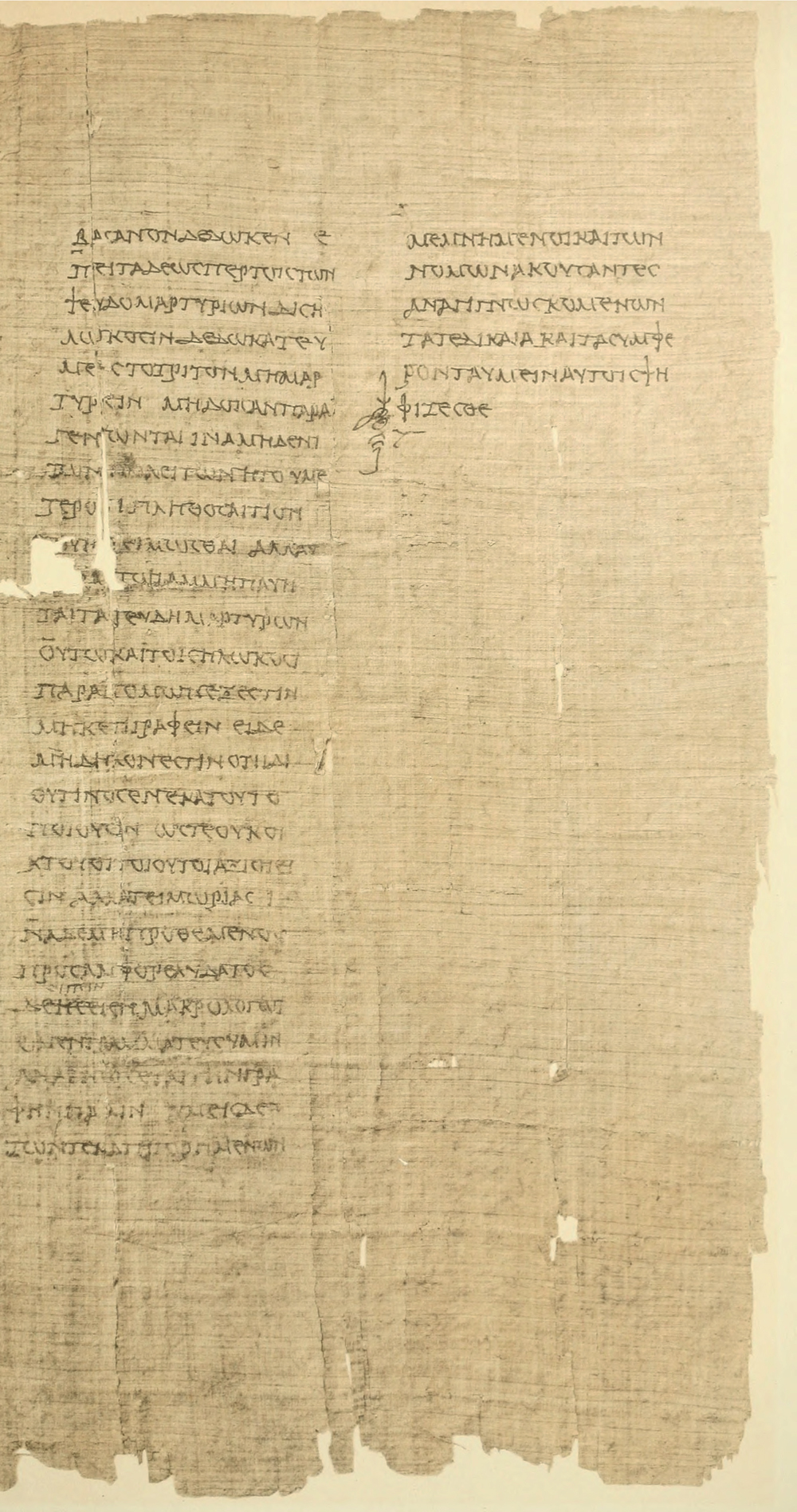
Papyrus P.Lit.Lond. 134 (daté du) au British Museum d'un discours d'Hypéride (389-322 av. J.-C.), In Phillipidem (Contre Phillipidès), découvert au milieu du XIXe siècle et entré au BM en 1891.

Des centaines d'exemplaires d'œuvres littéraires grecques, mais aussi latines, démotiques ou coptes, sont arrachés aux sables d’Égypte, souvent à l'état de lambeaux, parfois en extraits plus ou moins longs. Les trouvailles les plus spectaculaires sont celles qui offrent, en entier ou pour une bonne part, d’importantes œuvres de la littérature grecque qui avaient été perdues au fil des siècles.
En voici quelques exemples. On ne possédait plus que des bribes informes de la comédie à happy end et amours contrariées née au IVe siècle à Athènes, alors que ce genre grec perdure, représenté d’abord par ses imitations latines et la masse de la comédie occidentale qui a suivi celles-ci. De même, on a retrouvé en Égypte plusieurs comédies de Ménandre, le premier maître de ce genre, et ce sont des œuvres de qualité qui tiennent encore la scène. La découverte d’un traité perdu d’Aristote, sa « Constitution d’Athènes » a révolutionné l’histoire de l’Athènes archaïque et classique, du point de vue de l'accès au texte comme de celui des traditions paléographiques. Grâce aux papyrus d’Égypte, on connaît enfin mieux les poètes Sappho et Alcée, Bacchylide et Posidippe de Pella ou un orateur comme Hypéride ; on découvre la poésie de genre avec les Mimiambes d’Hérondas. La liste pourrait s’allonger, surtout avec les fragments plus ou moins longs d’œuvres perdues, quelquefois d’écrivains qui n’étaient plus qu’un nom, quelquefois aussi de quelque rimailleur ou romancier local. On a trouvé des rouleaux illustrés, d’abord des traités de géométrie ou d’astronomie d’époque ptolémaïque, plus des romans ou des recueils de poésie. C’est ainsi que, parmi près de deux-cent-cinquante fragments de traités de médecine, on a découvert des fragments de deux herbiers. Par ailleurs, la papyrologie a livré un grand nombre de fragments musicaux, enrichissant grandement notre connaissance de la musique grecque antique, avec des passages d'Euripide ou d'Eschyle, mais aussi de Mésomède de Crète (Péan de Berlin), ou d'anonymes. La plus ancienne hymne chrétienne connue (IVe siècle), dédiée à la Trinité, nous a été transmise sur papyrus avec une notation musicale grecque antique.
Beaucoup de papyrus littéraires grecs appartiennent à des œuvres que nous possédons déjà parce que nos bibliothèques occidentales en avaient hérité de Byzance depuis la Renaissance ; ils présentent un autre intérêt. Ils sont beaucoup plus anciens que les manuscrits médiévaux qui nous ont conservé ces livres et parce qu’ils ne proviennent pas des milieux savants byzantins qui sont généralement à la source de ces manuscrits. Ils nous permettent souvent de corriger les altérations qui ont endommagé plus tard la tradition manuscrite médiévale. Le cas d’Homère est plus étonnant encore. Le texte des deux grandes épopées, l’Iliade et l’Odyssée, que nous lisons sous le nom symbolique du vieil aède, a été fixé et commenté par les philologues grecs du Musée (temple des Muses) d’Alexandrie sous les Ptolémées. Des cartonnages de momie nous ont conservé des lambeaux plus anciens de ces deux épopées ; ils préservent des variantes, surtout des additions, qui nous éclairent sur l’évolution anarchique de ces poèmes épiques avant le moment où les philologues alexandrins en ont figé le texte, celui que nous lisons encore dans nos classes. Les papyrus et ostraca scolaires conservent quelquefois des bribes plus ou moins malmenées des auteurs classiques ; Homère y figure souvent,.
Les papyrus littéraires latins sont beaucoup moins nombreux et rarement bien conservés ; mais leur intérêt est du même ordre : découverte de textes inconnus ou témoins d’œuvres connues, par exemple, Virgile.
Les papyrus littéraires éclairent aussi le chercheur dans le domaine de la sociologie. Dans le choix des textes, il découvre que, tout au long du millénaire, la jeunesse des milieux aisés a droit à l'éducation du gymnase, institution pour l'éducation morale et sportive grecque. Cette éducation est la clef des privilèges sociaux et économiques que les familles veulent transmettre à leurs descendances. Le choix des œuvres est édifiant : Homère, surtout l'Iliade, reste le texte fondamental, comme il l'est à Athènes et dans la plupart des cités grecques. Il représente de loin la récolte la plus nombreuse de papyrus littéraires. Démosthène et Euripide sont bien représentés. Mais l'on cherchera en vain une œuvre d'inspiration égyptienne. Les découvertes groupées font deviner les bibliothèques plus qu'honorables des notables locaux. Ce groupe social, installé dans les petites villes de province à l'époque impériale ou byzantine, nous apparaît ainsi comme le terreau d'où sont issus quelques grands écrivains, comme Nonnos de Panopolis au Ve siècle. Mais en pleine Égypte, même dans des milieux sociaux modestes, l'éducation des jeunes Grecs repose sur un fonds culturel purement grec.Les nombreux papyrus et ostraca scolaires qui ont été publiés en témoignent.

### La papyrologie biblique (ou testamentaire)

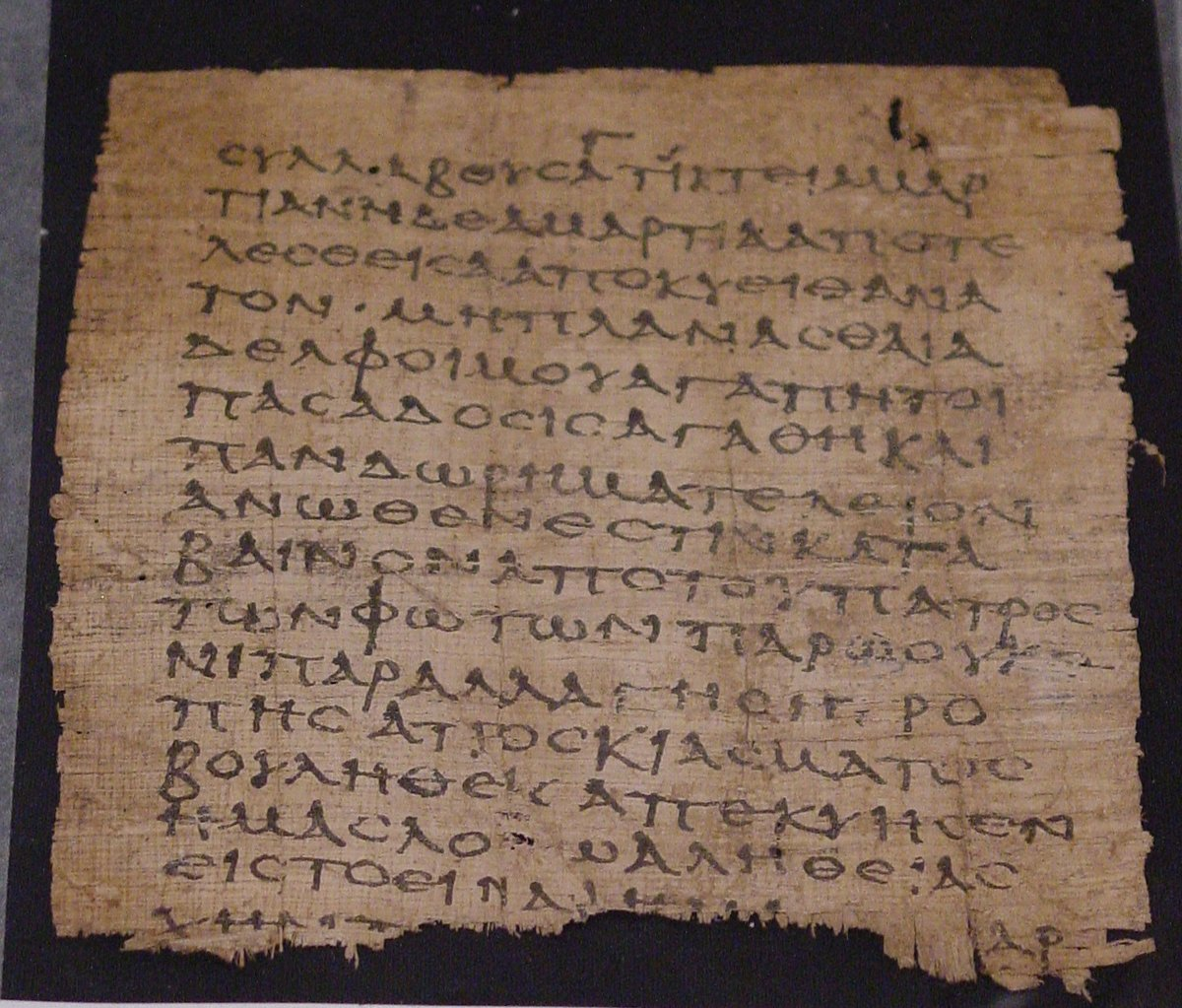
Papyrus de l'Épître de Jacques rédigé en grec au IIIe siècle (Papyrus 23).

La papyrologie nous livre également des exemplaires des Évangiles, d'évangiles apocryphes comme le Protévangile de Jacques et d’autres écrits religieux chrétiens, qui remontent quelquefois au IIe siècle, entre autres de nombreux textes bibliques datant des tout premiers temps du christianisme.
Nous pouvons ainsi étudier des témoins plus anciens que les manuscrits dont nous disposions avant les découvertes papyrologiques des sources chrétiennes qui avaient été perdues au fil du temps et de nombreux textes gnostiques. Cette spécialité compte beaucoup de textes en copte. Tel est le cas notamment des textes de la "Bibliothèque" de Nag Hammadi, de l'Évangile de Thomas ou de l'Évangile de Judas.

### Les papyrus trouvés hors d’Égypte

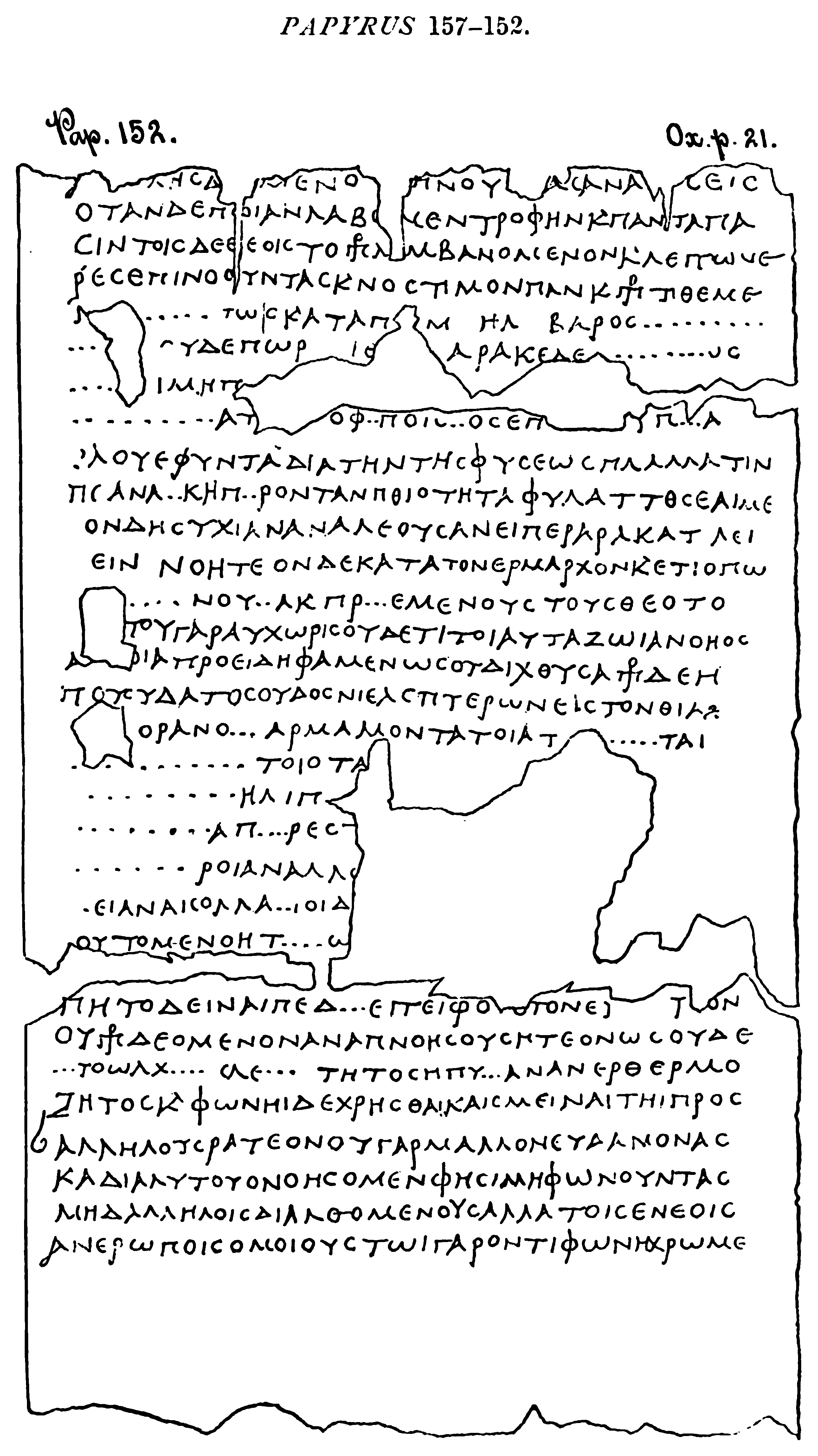
Exemple de fac-simile d'un papyrus d'Herculanum conservé à Oxford

En dehors de l’Égypte, des circonstances particulières ont permis la sauvegarde fortuite de papyrus grecs ou latins.
À Pétra et à Nessana, les documents révèlent quelques aspects d’une Palestine chrétienne, proche de l’Égypte byzantine. On a trouvé des papyrus grecs et latins d’époque romaine en Syrie, particulièrement dans la garnison romaine de Doura Europos, dont le calendrier rituel du Feriale Duranum.
La carbonisation lente du papyrus en milieu privé d’oxygène a assuré quelquefois la conservation de papyrus dans le delta, mais aussi en dehors de l’Égypte. Ainsi, dans une tombe de Derveni en Macédoine, on a trouvé un rouleau orphique du IVe siècle (provenant d’une secte religieuse initiatique pratiquant l’orphisme).
Mais on connaît surtout la découverte au XVIIIe siècle des papyrus carbonisés d’Herculanum, déjà cités plus haut. Ils proviennent d’une bibliothèque de philosophie grecque submergée par les boues chaudes qui dévalèrent les pentes du Vésuve lorsque des pluies torrentielles succédèrent à l’éruption de 79. Les papyrus carbonisèrent lentement, mais, à leur découverte, présentèrent de graves problèmes pour les dérouler et les déchiffrer. Aujourd’hui, la lecture en est facilitée par la photographie infrarouge et l'imagerie multispectrale,,.

## Les domaines voisins de la papyrologie

### La papyrologie et l'égyptologie

#### Les papyrus démotiques
Pendant le millénaire de l'Égypte qui concerne les papyrologues, la population autochtone continue à parler sa langue : l'égyptien, parvenu à un stade d'évolution tardif. La pierre de Rosette, qui est l’une des clefs du déchiffrement des hiéroglyphes, porte un décret trilingue. Ce dernier est voté par un synode (conclave) des prêtres des grands sanctuaires égyptiens en -196, peu après le couronnement selon le rite pharaonique de Ptolémée V. Une version est écrite en hiéroglyphes dans la langue sacrée, en fait une langue morte mais prestigieuse ; une autre version dans la langue égyptienne vivante, qu’on appelle le démotique, la « langue populaire » ; enfin une troisième version est rédigée en grec, la langue de la gestion royale du pays. La langue égyptienne vivante apparaît aussi dans des écrits de la vie courante, avec une écriture qui existe déjà avant l'arrivée des Macédoniens : l’écriture démotique, c’est-à-dire « l’écriture populaire », alors que les documents grecs l’appellent l’écriture « indigène ». L’accumulation de documents et d'œuvres littéraires démotiques a permis aux Démotisants de développer des instruments de travail et une méthodologie qu’on peut appeler une « papyrologie démotique », branche de l'Égyptologie.

#### Les papyrus coptes
Comme il est dit plus haut, la population égyptienne retrouve un alphabet qui lui est propre. L’alphabet copte reprend l’alphabet grec, complété par quatre signes empruntés au démotique pour rendre des sons inconnus du grec. Il transcrit un état de la langue parlée, le dernier état des grands dialectes égyptiens que la population indigène continue à parler. Il est utilisé lorsque la christianisation, venue d’Alexandrie, s’accélère dans le pays (à partir du IIIe siècle) et nécessite la diffusion des Évangiles et des autres écrits chrétiens à l’intention des nouveaux fidèles. Nos bibliothèques d’Europe et d'Amérique possèdent de nombreux manuscrits coptes médiévaux, qui permettent l’étude de cette langue égyptienne tardive.
La connaissance du copte a contribué fortement à la réussite de Champollion lorsqu’il a décrypté le système complexe des hiéroglyphes. Depuis, les découvertes abondantes de documents coptes issus de la vie courante, particulièrement de celle des monastères, suscitent la naissance d’une papyrologie copte, avec ses spécialistes et ses instruments de travail, malgré la date récente du développement de nos disciplines documentaires. L’intérêt des papyrologies démotique et copte est manifeste pour tous : les papyrologues hellénisants ont de plus en plus tendance à tenir compte de cette documentation parallèle à la leur. Cet état des choses est d’autant plus naturel que, souvent, les démotisants et les coptisants ont bénéficié d'une formation initiale de papyrologues. Une partie d’entre ceux-ci se familiarisent avec l’une ou l’autre de ces papyrologies égyptiennes selon qu’ils sont attirés soit par la période ptolémaïque pour la première, soit par l'époque byzantine pour la seconde.
Par exemple, pour l'étude de la vie d’un monastère, cela n’a guère de sens d’interroger les papyrus et ostraca grecs sans utiliser les informations qu’apporte le matériel copte correspondant. Cette disposition d'esprit est d’autant plus heureuse que le volet sociologique de la papyrologie est en grande partie marqué par la coexistence dans un même cadre politico-géographique de deux cultures vivantes fort différentes et, initialement, peu perméables entre elles.
Une réflexion semblable doit être formulée pour les études des Gnostiques et de leur mouvement religieux, mêlant textes grecs et coptes (comme la Bibliothèque de Nag Hammadi déjà mentionnée).

### Les papyrus byzantins
La plupart des papyrus de l'époque byzantine se réfèrent plus ou moins directement à l'histoire ou à la religion chrétienne : les principales œuvres retrouvées concernent la théologie, l'ecclésiologie, la lutte contre les hérésies et les schismes (dont, entre autres, l'arianisme ou l'iconoclasme), la vie des communautés chrétiennes.

### Les papyrus d'Égypte dans les autres langues
On a trouvé à Éléphantine, à la première cataracte, des papyrus araméens laissés par la garnison juive que le roi de Perse avait postée à la frontière méridionale de l’Égypte au Ve siècle. Ces documents, ainsi que les autres documents araméens plus récents, relèvent des études sémitiques.
Un lot de papyrus en pehlevi conservé à Berlin a pour origine la brève occupation de l’Égypte byzantine par les Perses (616-627).
L’occupation progressive de l’Égypte par les Arabes islamisés à partir de 639 explique la découverte de documents sur papyrus ou sur papier écrits dans la langue arabe, dont l’emploi se généralise au fil des siècles, même dans les milieux chrétiens. Progressivement, le grec disparaît des documents privés, mais il survit quelque temps comme langue de chancellerie, comme dans le dossier issu des bureaux du gouverneur Kurrah ben Sharik à Fostat (Le Caire) pour Basilios, pagarque (dirigeant d’un pagus ou canton) d'Aphrodito, en Haute-Égypte et qui date de 709 à 714. Les papyrus arabes sont traités par des arabisants. Mais la coexistence de documents dans les deux langues exige la coopération des papyrologues hellénistes spécialisés dans le Proche-Orient au Haut Moyen Âge et des spécialistes de la papyrologie arabe. Celle-ci trouve un nouvel essor ces dernières années.

## Techniques de la papyrologie

### La désignation des papyrus
Les papyrologues utilisent couramment un système d'abréviations pour désigner les papyrus qu'ils citent ou sur lesquels ils travaillent.
Ces abréviations désignent la plupart du temps le centre universitaire (ou le musée) où les textes sont conservés et le tome de l'édition où le chercheur peut lire le texte originel (par exemple, le B.G.U. V 1210, connu aussi sous le nom savant de Gnômôn de l'Idiologue, indique que le texte est conservé dans la collection de la Berliner Greischische Urkunden, le recueil des papyrus grecs de Berlin, qu'il est publié dans le tome cinq des éditions de cette collection, sous le numéro 1210). La notation abrégée peut désigner aussi le lieu d'extraction archéologique du texte : P. Oxy. XI 1381, relatif à un miracle attribué au dieu égyptien Imhotep, est un papyrus d'Oxyrhynque : il provient de la ville ainsi dénommée dans l'Antiquité et aujourd'hui El Behneseh, en Moyenn Égypte ; la collection est conservée actuellement à Oxford (Royaume-Uni). Ce texte est publié dans le tome onzième réservé à cette collection sous le numéro 1381. Parfois, le système d'abréviation concerne les deux critères à la fois (lieux d'extraction et de conservation) : P Tebt. Mich. désigne un papyrus provenant de l'antique Tebtynis (actuelle Oumm-el-Baragat, dans l'oasis du Fayoum) et conservé dans le département à l'Université du Michigan.
Quelques rares collections sont référencées selon d'autres critères (par exemple P. Rainer Cent. 53, qui conserve le début d'une pétition au fonctionnaire Apollonios), tient le nom de sa collection du mécénat de l'Archiduc Rainier en 1883 en faveur de son oncle, l'Empereur François-Joseph d'Autriche. De plus, les textes les plus emblématiques de l'histoire de l'Égypte ou de tels faits de société sont parfois réédités dans des ouvrages thématiques ou pédagogiques, d'où une pluralité de références. Ainsi, la pétition d'un reclus volontaire (religieux) dénommé Ptolémaïos au roi Ptolémée VIII Évergète II en 158 avant notre ère porte les noms suivants : P. Lond 23, U.P.Z. 14 et Select Papyri II 272. Enfin, la multiplication d'éditions en petit nombre, parfois difficile à se procurer, a nécessité la création d'un recueil systématique des publications locales, le Sammelbuch Griechischer Urkunden aus AEgypten (c'est-à-dire le Recueil des documents grecs d'Égypte, dont le sigle est abrégé en S.B.).
L'ensemble de ces sigles est explicité par des listes périodiques dénommées checklists.

### Les périodiques
Les revues savantes les plus importantes consacrées à la papyrologie sont les suivantes (Liste avec les abréviations courantes):
- American Studies of Papyrology
- Aegyptus. Rivista Italiana di Egittologia e di Papirologia, 1920ff.
- Analecta Papyrologica (2005, le vol. 14/15 est paru en 2002/2003)
- Archiv für Papyrusforschung (2004, vol. 50)
- Beiträge zur Alten Geschichte, Papyrologie und Epigraphik (2006, vol. 21)
- Bulletin of the American Society of Papyrologists, 1963ff.
- Chronique d'Égypte, Bruxelles 1925ff.
- Cronache Ercolanesi
- Papyrologica Coloniensia (2005, vol. XXXI)
- Papyrologica Lupiensia, 1991ff.
- Studia papyrologica, Barcelone 1962–1983.
- Studi di Egittologia e di Papirologia. Rivista internazionale, 2004ff.
- The Bulletin of the American Society of Papyrologists, New Haven (Connecticut), puis Urbana 1963ff.
- The Journal of Egyptian Archaeology, 1914ff.
- The Journal of Juristic Papyrology, Varsovie 1952ff.
- Tyche. Zeitschrift zur Alten Geschichte, Papyrologie und Epigraphik, 1986ff.
- Zeitschrift für Papyrologie und Epigraphik, 1967ff.

### La papyrologie sur Internet
Le site généraliste en papyrologie, « Papyri.info », recense en anglais de multiples informations : sites, revues, checklist etc. Notamment, la saisie de la référence technique du papyrus recherché à partir de l'onglet DDbDp permet de retrouver une vaste bibliothèque en ligne de papyrus ici :  (présentation, texte avec appareil critique, souvent photographie du document).
L'université catholique de Louvain met à disposition le lien sur une page « la papyrologie et l'électronique » (consulté le 20 janvier 2022), qui présente de nombreuses adresses électroniques.
La papyrologie littéraire dispose du site belge « Cedopal » ici : , en anglais et en français.
En Europe et aux États-Unis, de nombreux instituts de papyrologie disposent de sites internet, avec des versions en anglais, le plus souvent traduisibles en français. Ces sites présentent souvent une information abondante sur la papyrologie (structure de l'institut, liens-web ou courriels à destination des chercheurs et des enseignants, documentations, bibliothèques d'ouvrages, autres sites de papyrologie etc.). Parmi eux, l'on peut citer :
- l'institut de papyrologie de l'université Paris-Sorbonne, à Paris, ici :,
- l'institut de papyrologie d'Heidelberg, (Bade-Wurtemberg, Allemagne) ici : ,
- l'institut de papyrologie de l'université Drew (Madison, New Jersey, États-Unis), ici : ,
- le Centre de papyrologie littéraire "CéDoPaL" de l'Université de l'Université de Liège ici : .